# Манастир Сихастрија
Манастир Сихастрија је православни манастир подигнут у част Рођења Пресвете Богородице, архиепископије Јаши Румунске православне цркве у округу Њамц.

## Историја
Манастир је 1655. године основао митрополит Молдавски Хуш Гидеон на месту званом „Атанасијева пропланка“. Први становници били су седам пустињака из манастира Њамц. Почетком 18. века манастир је био практично у рушевинама услед честих напада Татара. Епископ румунски Гедеон је 1734. године подигао нову цркву у манастиру и потчинио је манастиру Секул.
Године 1821. Сихастрија се нашла у јеку битака између Турака и „Филики Етерије“, које су завршене пљачком и делимичним спаљивањем манастира. Године 1824, уз подршку митрополита Венијамина (Костакија), почела је обнова манастира. У наредне две године, под вођством Николаја Чернеског из Ботошана, обновљена је главна црква, звоник, келија на југу, зид и порта кула. Године 1837. подигнута је зимска црква у име Светих отаца Јоакима и Ане, као и келијске зграде на истоку и северу. Саграђена је чесма 1842. године.
1941. године манастир је страдао од пожара. Остарели протосингел Јоаникије (Морои) је већ био стар и болестан, па је управљање манастиром поверено монаху Клеопи (Илији). Уз помоћ Њамецке лавре пре 1944. године подигнуте су две келијске зграде, а до 1946. године подигнута је нова зимска црква. Обнова главног храма настављена је до 1988. године.
Године 1994. братство манастира је бројало скоро 140 људи. До 1999. године подигнута је нова велика црква у име Свете Теодоре Сихланске.

## Храмови

### Црква Рођења Пресвете Богородице
Главни храм манастира. Изграђен у класичном молдавском стилу. План има триконхос. Дужина споља је 21,5 м, ширина 11 м, висина са кулом 20 м. Трем на западној страни саграђен је 1837. године и имао је шест светлосних отвора, од којих су два, на западној страни, била прекривен 1988. фрескама „Покров Пресвете Богородице” и „Рођење Пресвете Богородице”. Црква је живописана 1827. године, али је ова темперна слика страдала у пожару 1941. године. Године 1986-1988, зидови су поново осликани протосингелом Вартоломејом (Флорија).

### Црква Светих Јоакима и Ане
Зимска црква. Саграђена 1946. године на месту једне која је изгорела 1941. године. Унутрашња дужина је 9 м, ширина дуж апсиде 8 м.

### Црква Свете Теодоре Сихланске
Нова велика црква. Изграђен 1999. године. Сликао пре 2004. године братија манастира под управом црквеног уметника архимандрита Вартоломеја (Флорија). План има триконхос. Дужина споља је 42 м, ширина дуж апсида 22 м, висина са кулом 36 м.

### Црква Васкрсења Христовог
Године 1987. у манастир је премештена црква брвнара из села Хлапешти, општина Драгомирешти, округ Њамц. Због своје дотрајалости, потпуно је обновљен 1987-1999. године, задржавајући стари тлоцрт. 7. августа 1999. године освећен је у част Васкрсења Христовог и светог јеванђелисте Јована Богослова.